# Catullus (uitgeverij)
Uitgeverij Catullus is een Nederlandse uitgeverij die zich specialiseert in strips.
De uitgeverij werd in 2007 opgericht door Fokke & Sukke-tekenaar Jean-Marc van Tol en is vernoemd naar de Romeinse dichter Catullus. Dit uit bewondering voor de dichter, maar ook omdat Van Tol deze naam als pseudoniem gebruikte toen hij in 1990 de kerstprijsvraag in het studentenblad Propria Cures won.
Het doel van de uitgeverij is om zo veel mogelijk stappen in het uitgeefproces in eigen hand te houden. Hierdoor wordt veel tussenhandel buitenspel gezet, om de kosten van een stripalbum zo laag mogelijk te houden. Tevens tracht de uitgeverij het contact tussen lezer en auteur te verkleinen.
De uitgeverij brengt werk uit van tekenaars als Alex Turk, Joep Bertrams, Berend Vonk en René Leisink. Ook Van Tols eigen werk wordt door Catullus uitgegeven. Sinds november 2007 zijn daarnaast de rechten van alle oude uitgaven van Fokke & Sukke overgenomen van Uitgeverij De Harmonie.